# Michael Sabom
Michael Sabom (28 de septiembre de 1954) es un cardiólogo y escritor estadounidense.

## Biografía
Sabom es médico y cardiólogo en Atlanta, Estados Unidos. Es autor del libro Recollections of Death, el cual es considerado un hito en el campo de la investigación de las experiencias cercanas a la muerte. Es una autoridad principal en dicha investigación, con más de veinte años en el campo. En este libro, Sabom describe el caso de Pam Reynolds.
En 1994, fundó el Atlanta Study, que es la primera investigación exhaustiva de su tipo en ECMs. El último libro de Sabom, Light and Death, comparte sus hallazgos del Atlanta Study.

## Obra

### Algunas publicaciones
- 2017. Recuerdos de la muerte : investigaciones médicas. Tradujo Jordi Vidal I Tubau. Publicó Milenio Public. 252 p. ISBN 8497437926, ISBN 9788497437929

- 2011. Light and Death. Editor Zondervan, 240 p. ISBN 0310862809, ISBN 9780310862802

- 1982. Recollections of Death.